# Raión de Andreápol
El raión de Andreápol (ruso: Андреа́польский райо́н) es un distrito administrativo (raión) ruso perteneciente a la óblast de Tver. Su forma de autogobierno local es desde 2019 la de ókrug municipal (Андреа́польский муниципальный округ), albergando su territorio un único ayuntamiento con sede en la capital distrital homónima. Se ubica en el oeste de la óblast.
En 2021, el raión tenía una población de 10 471 habitantes, de los cuales unos 6956 viven en la ciudad de Andreápol. Los otros algo más de tres mil habitantes se reparten en 250 localidades rurales, de las cuales las más pobladas son Kostiushino (de unos novecientos habitantes), Bologovo (de unos quinientos habitantes) y Jotilitsy (de unos doscientos cincuenta habitantes).
El raión es limítrofe al noroeste con la óblast de Nóvgorod. El sur del raión forma parte de la reserva natural del Bosque Central.